# Liste der Ehrenbürger von Passau

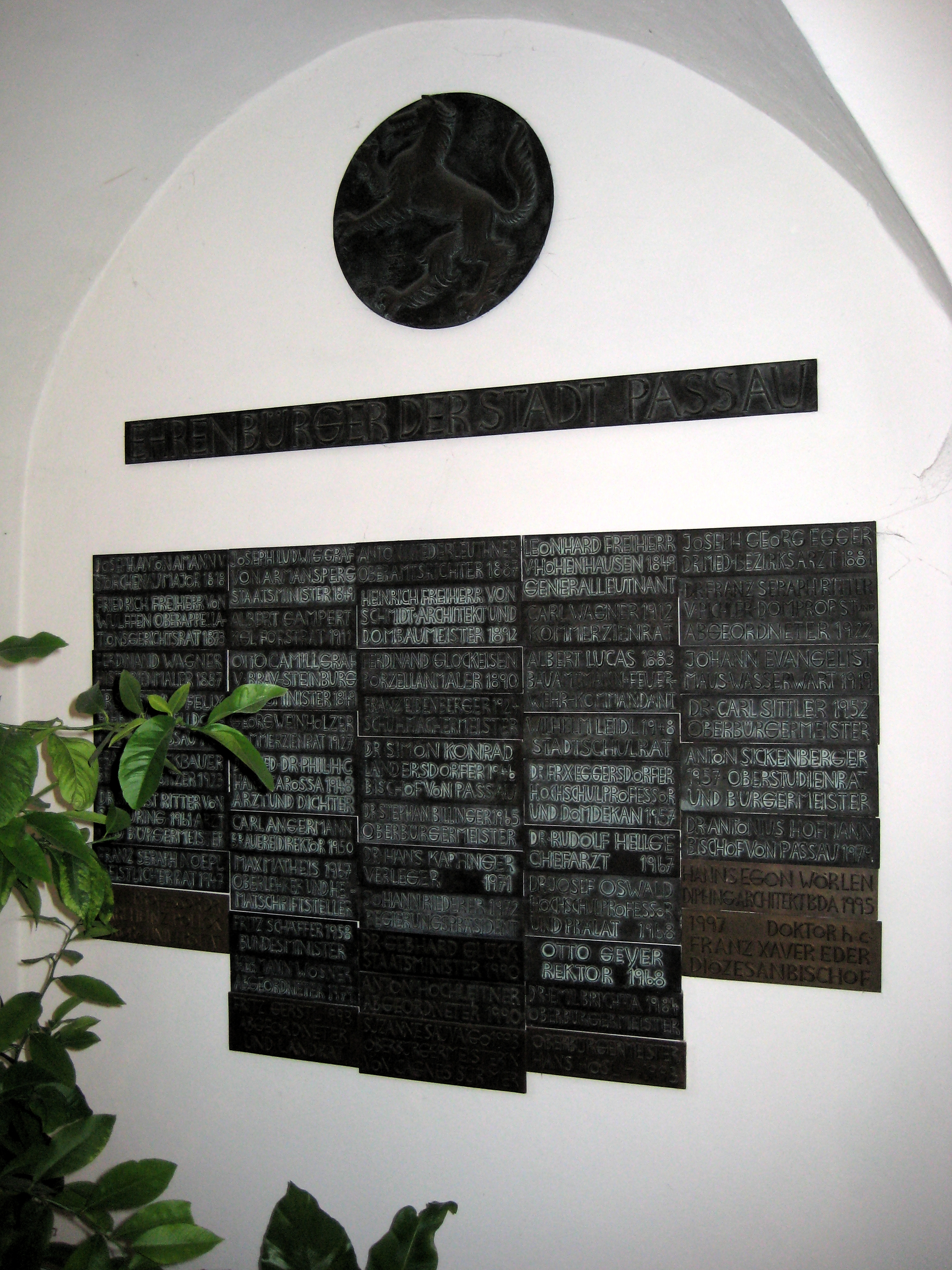
Gedenktafeln der Ehrenbürger der Stadt Passau im Rathaus

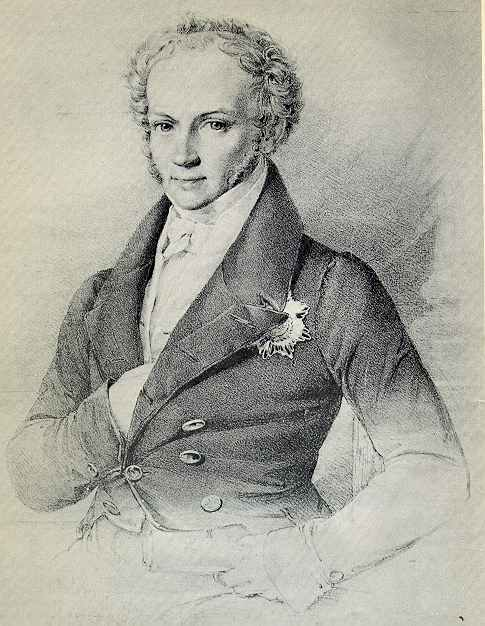
Joseph Ludwig Armansperg

Die Stadt Passau hat folgenden Personen das Ehrenbürgerrecht verliehen. Die Auflistung erfolgt chronologisch nach Datum der Zuerkennung.

## Die Ehrenbürger der Stadt Passau
1. Joseph Anton Amann von Storchenau (* 14. November 1751; † 26. Februar 1832)
Oberstleutnant
Verleihung am 24. September 1818
Amann war Major im 8. Linien-Infanterieregiment in Passau.
2. Joseph Ludwig Graf von Armansperg (* 28. Februar 1787 in Kötzting; † 3. April 1853 in München)
Staatsmann
Verleihung 1849
Von 1826 bis 1831 gehörte Armansperg dem bayerischen Kabinett an, zunächst als Innen- und Finanzminister, später als Außenminister. Von 1832 bis 1837 diente er König Otto von Griechenland als Präsident des Regentschaftsrates.
3. Otto Camill Graf von Bray-Steinburg (* 17. Mai 1807 in Berlin; † 9. Januar 1899 in München)
Staatsmann, Diplomat
Verleihung 1849
Graf von Bray-Steinburg war 1846/47 Staatsminister des Kgl. Hauses und 1848/49 Außenminister.
4. Leonhard Freiherr von Hohenhausen (1788–1872)
General der Kavallerie
Verleihung 1849
Generaladjutant des Königs, Verweser des Kriegsministeriums 1847/48
5. Friedrich Freiherr von Hohenhausen

Verleihung 1873
6. Joseph Georg Egger (* 24. Dezember 1824 in Kelheim; † 22. März 1913 in München)
Arzt und Geologe
Verleihung 1881
Egger war von 1871 bis 1881 Vorsitzender des Naturwissenschaftlichen Vereins und Ehrenvorsitzender des Passauer Ärztevereins.
7. Albert Lucas

Verleihung 1883
8. Anton Niederleuthner (* 17. Dezember 1845 in Passau; † 7. Juli 1907 im Stahlbad Bergfried)
Oberamtsrichter in Passau
Verleihung 1887
Niederleuthner gründete den Bayerischen Wald-Verein in Passau und leitete ihn über 20 Jahre.
9. Ferdinand Wagner (* 27. Januar 1847 in Passau; † 30. Dezember 1927 in München)
Historienmaler
Verleihung 1887
10. Ferdinand Glockseisen

Verleihung 1890
11. Heinrich Freiherr von Schmidt

Verleihung 1892
12. Albert Gampert (* 6. Januar 1847 in Uengershausen bei Würzburg; † 24. Januar 1917 in Passau)
Kgl. Forstrat
Verleihung 1911
Der Forstrat erwarb sich besondere Verdienste bei Neugestaltung des Museums des Bayerischen Wald-Vereins auf der Veste Oberhaus, die Anlegung des Prinz-Ludwig-Steiges und des Weges an der Oberhauser Leithe.
13. Carl Wagner  (* 24. Juli 1842 in Bamberg; † 25. März 1923 in Passau)
Kommerzienrat
Verleihung am 23. Juli 1912
14. Johann Evangelist Maus (* 21. November 1835 in Passau; † 14. März 1923 ebd.) 
Städtischer Wasserwart
Verleihung am 11. November 1919
Er erwarb sich große Verdienste um die Freiwillige Feuerwehr, deren Angehöriger er 60 Jahre lang war und in der er äußerst engagiert gewesen ist.
15. Franz Seraph von Pichler (* 4. Oktober 1852 in Asenham; † 5. Oktober 1927 in Passau)
Bayerischer Landtags- und deutscher Reichstagsabgeordneter und Dompropst von Passau, 1914 als Ritter des Verdienstordens der Bayerischen Krone in den persönlichen Adelsstand erhoben.
Verleihung 1922
16. Franz Stockbauer (* 19. Oktober 1853; † 25. Februar 1938)
Kommerzienrat, Gründer der Löwenbrauerei Passau und der Franz und Maria Stockbauerer´schen Stiftung.
Verleihung 1923
17. Franz Eidenberger (* 3. September 1854 in Neustift b. Rohrbach; † 8. November 1924 in Passau)
Schuhmachermeister
Verleihung am 2. September 1924
Eidenberger gehörte von 1919 dem Stadtrat an. Besondere Verdienste erwarb er sich als ehrenamtlicher Verwalter des Waisenhauses.
18. Sigismund Felix von Ow-Felldorf (* 18. Oktober 1855 in Berchtesgaden; † 11. Mai 1936 in Passau)
Bischof
Verleihung 1927
19. Georg Weinholzer

Verleihung 1927
20. Adolf Hitler (1889–1945)     
Reichskanzler
Verleihung 1933

Die Stadt Passau distanzierte sich ausdrücklich von dieser Ehrung, verzichtete jedoch auf eine Aberkennung bzw. Namensstreichung aus Ehrenlisten.
21. Paul von Hindenburg (1847–1934)
Generalfeldmarschall

Verleihung 1933
Die Stadt Passau distanzierte sich ausdrücklich von dieser Ehrung, verzichtete jedoch auf eine Aberkennung bzw. Namensstreichung aus Ehrenlisten.
22. Franz Ritter von Epp (1868–1947)
Reichsstatthalter

Verleihung 1933[1]
Die Stadt Passau distanzierte sich ausdrücklich von dieser Ehrung, verzichtete jedoch auf eine Aberkennung bzw. Namensstreichung aus Ehrenlisten.
23. Simon Konrad Landersdorfer (* 2. Oktober 1880 in Neutenkam bei Geisenhausen; † 21. Juli 1971 in Passau)
Bischof

Verleihung 1946
24. Franz Nöpl (* 21. Februar 1857 in Neureichenau; † 3. Juli 1949 in Passau)
Kurat am Städtischen Maierhofspital
Verleihung 1947
25. Wilhelm Leidl
Stadtschulrat
Verleihung 1948
26. Hans Carossa (* 15. Dezember 1878 in Tölz; † 12. September 1956 in Rittsteig bei Passau)
Arzt und Dichter
Verleihung am 24. November 1948
Mit der Verleihung der Ehrenbürgerschaft würdigte die Stadt Carossas persönlichen Einsatz bei Kriegsende für die kampflose Übergabe der Stadt.
27. Carl Angermann (* 5. November 1866 in Dachau; † 13. August 1951 in Passau)
Brauereidirektor
Verleihung am 2. Oktober 1950
Angermann war Vorstand der Innstadtbrauerei AG und Mitbegründer der Passauer Industrie AG
28. Franz Schrönghamer-Heimdal (* 12. Juli 1881 in Marbach bei Eppenschlag; † 3. September 1962 in Passau)
Heimatdichter und Maler
Verleihung 1951
29. Carl Sittler (* 16. Juli 1882 in Marzoll; † 22. Februar 1963 in Passau)
Oberbürgermeister
Verleihung 1952
30. Franz Xaver Eggersdorfer

Verleihung 1957
31. Anton Sickenberger

Verleihung 1957
32. Fritz Schäffer (* 12. Mai 1888 in München; † 29. März 1967 in Berchtesgaden)
Politiker
Verleihung 1958
33. Baptist Ritter von Scheuring (1887–1972)

Verleihung 1961
34. Stephan Billinger (* 2. Februar 1897 in Oberhaslbach; † 30. Juni 1966 in Passau)
Oberbürgermeister
Verleihung am 19. Februar 1965
Billinger war von 1948 bis 1964 Oberbürgermeister der Stadt und erwarb sich in dieser Zeit große Verdienste um den Wiederaufbau der Stadt.
35. Max Matheis (* 28. Juni 1894 in Triftern; † 3. August 1984 in Passau)
Heimatschriftsteller
Verleihung 1967
Die Stadt Passau distanzierte sich bis jetzt nicht von Matheis und erwog auch keinen Ehrenbürgerschaftsentzug.
36. Rudolf Hellge
Arzt
Verleihung 1967
37. Josef Oswald (* 1. April 1900 in Riggerding; † 10. Januar 1984 in Passau)
Hochschulprofessor, Heimatforscher und Geschichtsschreiber
Verleihung 1968
38. Otto Geyer (* 21. Januar 1889 in Schatzhofen b. Landshut; † 28. Juli 1990 in Passau)
Schulrektor, Heimatforscher
Verleihung am 2. Dezember 1968
39. Hans Kapfinger (* 27. Dezember 1902 in Adldorf bei Landau an der Isar; † 28. Juli 1985 in Passau)
Zeitungsverleger, Gründer der Passauer Neuen Presse
Verleihung 1971
40. Johann Riederer (* 3. Juni 1910 in Graisbach; † 15. Januar 1979 in Landshut)
Regierungspräsident von Niederbayern (1963 bis 1975), Förderer der Universität Passau
Verleihung 22. Dezember 1972
41. Hermann Wösner (* 29. Januar 1921 in Passau; † 16. Mai 1982 in Passau)
Landtagsabgeordneter von 1961 bis 1978 für den Wahlkreis Passau.
Verleihung am 19. Februar 1979
42. Antonius Hofmann (* 4. Oktober 1909 in Rinchnach; † 11. März 2000 in Passau)
Bischof
Verleihung 1979
43. Emil Brichta (* 26. September 1915 in Brünn; † 12. Juni 1997 in Passau)
Oberbürgermeister
Verleihung am 30. April 1984
Brichta gehörte ab 1956 dem Stadtrat an. 1961 wurde er zunächst zum 2. Bürgermeister, 1964 zum Oberbürgermeister gewählt. Nachdem er zwanzig Jahre an der Spitze der Stadt gestanden hatte, wurde er bei seinem Ausscheiden aus dem Amt zum Ehrenbürger ernannt.
44. Gebhard Glück (* 18. Juni 1930 in München; † 24. März 2009 in Passau)
Pädagoge und Politiker
Verleihung 1990
45. Anton Hochleitner (* 5. Dezember 1927 in Vilshofen an der Donau; † 25. Dezember 2018 in München)
Stadtrat, Mitglied des Bayerischen Landtages von 1962 bis 1982
Verleihung 1990
46. Suzanne Sauvaigo
Von 1985 bis 1995 Bürgermeisterin der Partnerstadt Cagnes-sur-Mer
Verleihung 1993
47. Fritz Gerstl (* 16. Mai 1923 in Außernzell; † 21. August 2014 in Passau)
Landrat a. D., MdB
Verleihung am 19. Juli 1993
Gerstl wirkte von 1964 bis 1970 als Landrat des Landkreises Passau. Von 1972 bis 1987 gehörte er dem Deutschen Bundestag an.
48. Hans Hösl (* 21. März 1929 in Passau; † 19. Juni 2008 in Vilshofen)
Oberbürgermeister
Verleihung am 4. November 1993
Hösl wurde nach der Gebietsreform 1972 zunächst zum 2. Bürgermeister, nach zwei Amtsperioden für die Zeit von 1984 bis 1990 zum Oberbürgermeister gewählt.
49. Hanns Egon Wörlen (* 5. April 1915 in Marnheim; † 17. Februar 2014 in Passau)
Architekt, Kunstmäzen
Verleihung am 22. Dezember 1994
Als Architekt zahlreicher öffentlicher und privater Bauten setzte er sich nachhaltig für den Erhalt der historischen Altstadt ein. 1988 rief er eine Stiftung zur Gründung des Museums Moderner Kunst ins Leben.
50. Karl-Heinz Pollok (* 22. August 1929 in Gera; † 24. Juli 2003 in Passau)
Philologe, Gründungspräsident der Universität Passau
Verleihung 1997
51. Axel Diekmann (* 9. September 1944 in Steinhagen)
Arzt, Zahnarzt und geschäftsführender Gesellschafter der Verlagsgruppe Passau
Verleihung 2007
52. Willi Schmöller (* 16. Februar 1945 in Passau)
Oberbürgermeister
Verleihung 2007
1984 bis 1990 Stadtrat, von 1990 bis 2002 Oberbürgermeister der Stadt Passau